# فلات آنابار
فلات آنابار (روسی: Анабарское плато) یک فلات کوهستانی در سرزمین کراسنویارسک و جمهوری یاقوتستان در سیبری روسیه است. این فلات در نقاط مرتفع پوشیده از خاک منجمد است که ضخامت این نوع خاک در فلات آنابار به ۱٬۴۰۰ متر می‌رسد.

## جغرافیا
فلات آنابار در شمال مدار شمالگان، در سرزمین کراسنویارسک و جمهوری یاقوتستان و بخش شمالی پست‌بوم سیبری شمالی قرار دارد. این فلات در شمال فلات ویلیوی و شمالی‌ترین پدیده در فلات سیبری مرکزی است که در جنوب‌شرقی به آن متصل می‌شود. این فلات به سمت جنوب‌غربی به فلات مرتفع‌تر پوتورانا می‌رسد که مرز بین آن دو به وضوح قابل تعیین نیست.
میانگین ارتفاع سطح فلات آنابار حدود ۵۰۰ متر و ارتفاع بلندترین نقطه آن در قله‌ای بی‌نام ۹۰۵ متر است.

## زمین‌شناسی
فلات آنابار در فلات سیبری مرکزی یکی از قدیمی‌ترین ساختارهای زمین است که سن سنگ‌های آن به بیش از ۳ میلیارد سال می‌رسد. در بخش مرکزی آن ترکیبی از گنیس و شیست‌های بلوری آرکئن وجود دارد. در امتداد حاشیه فلات سنگ آهک‌های متعلق به پیشین‌زیستی و دیرینه‌زیستی پیشین غلبه دارند.